# Вайолет (Луїзіана)
Вайолет (англ. Violet) — переписна місцевість (CDP) в США, в окрузі Сент-Бернард штату Луїзіана. Населення — 5758 осіб (2020).

## Географія
Вайолет розташований за координатами 29°53′49″ пн. ш. 89°53′34″ зх. д. / 29.89694° пн. ш. 89.89278° зх. д. (29.896816, -89.892780).  За даними Бюро перепису населення США в 2010 році переписна місцевість мала площу 11,85 км², з яких 10,17 км² — суходіл та 1,68 км² — водойми.

## Демографія
Згідно з переписом 2010 року, у переписній місцевості мешкали 4973 особи в 1700 домогосподарствах у складі 1325 родин. Густота населення становила 420 осіб/км².  Було 2039 помешкань (172/км²).
Расовий склад населення:
| - 55,4 % — чорних або афроамериканців - 40,5 % — білих - 0,7 % — корінних американців - 0,6 % — азіатів |

До двох чи більше рас належало 1,9 %. Частка іспаномовних становила 4,7 % від усіх жителів.
За віковим діапазоном населення розподілялося таким чином: 28,4 % — особи молодші 18 років, 63,3 % — особи у віці 18—64 років, 8,3 % — особи у віці 65 років та старші. Медіана віку мешканця становила 33,2 року. На 100 осіб жіночої статі у переписній місцевості припадало 92,5 чоловіків;  на 100 жінок у віці від 18 років та старших — 88,4 чоловіків також старших 18 років.
Середній дохід на одне домашнє господарство  становив 49 010 доларів США (медіана — 36 024), а середній дохід на одну сім'ю — 49 253 долари (медіана — 36 591). Медіана доходів становила 42 841 долар для чоловіків та 27 648 доларів для жінок. За межею бідності перебувало 21,3 % осіб, у тому числі 39,6 % дітей у віці до 18 років та 5,6 % осіб у віці 65 років та старших.
Цивільне працевлаштоване населення становило 2353 особи. Основні галузі зайнятості: роздрібна торгівля — 14,8 %, освіта, охорона здоров'я та соціальна допомога — 13,9 %, будівництво — 13,3 %.